# إبياس
بلدية إبياس (بالإسبانية: Ibias) هي بلدية تقع في منطقة أستورياس شمال غرب إسبانيا.

## الديموغرافيا
بلغ عدد سكان بلدية إبياس 1.661 نسمة عام 2011 (وفقاً للمعهد الوطني للإحصاء الإسباني).
| 2.307 | 2.224 | 2.098 | 1.903 | 1.797 | 1.711 | 1.661 |